# Lucía Cámpora
Lucía Cámpora (Buenos Aires, 25 de diciembre de 1990) es una abogada, militante de La Cámpora y política argentina. Entre 2019 y 2023 se desempeñó como legisladora de la Ciudad de Buenos Aires. Fue vicepresidenta de la Federación Universitaria de Buenos Aires y congresal nacional del Partido Justicialista por la Ciudad de Buenos Aires.
Es secretaria nacional de la Juventud Peronista y desde 2023 es secretaria general de La Cámpora.

## Biografía
Lucía Cámpora nació en la Ciudad de Buenos Aires en 1990. Es sobrina nieta de Héctor José Cámpora, que fue presidente de la Nación en 1973.
Desde su juventud se volcó a la militancia política en la organización La Cámpora, espacio referenciado en Cristina Fernández de Kirchner y parte del armado del movimiento peronista. Comenzó su militancia en la Villa 21-24 de Barracas para luego volcarse a la construcción de la rama estudiantil en la Universidad de Buenos Aires. Como militante universitaria, en 2018 fue elegida como vicepresidenta de la Federación Universitaria de Buenos Aires (FUBA). Desde allí impulsó la lucha en defensa de la educación pública y en contra del ajuste presupuestario durante el gobierno de Mauricio Macri.

## Legisladora de la Ciudad de Buenos Aires
En diciembre de 2019, Cámpora asumió como legisladora de la Ciudad de Buenos Aires, por el Frente de Todos. Durante su mandato fue autora de 263 proyectos de ley, y coautora de 1596 proyectos. Entre los más destacados se encuentran:
- Ley de Paridad de Géneros en el Poder Judicial.
- Boleto Educativo en la Ciudad de Buenos Aires.
- Ley Integral Contra la Violencia Institucional.
- Gratuidad de la inscripción al Registro de Deudores Alimentarios.
- Creación de becas para el nivel universitario en la Ciudad de Buenos Aires.
- Creación de la Agencia de Ciencia y Técnica de la Ciudad de Buenos Aires.

Fue una de las impulsoras de la defensa de las tierras de Costa Salguero, en contra del proyecto de privatización encabezado por el entonces Jefe de Gobierno, Horacio Rodríguez Larreta.
Fue presidenta de la comisión de Mujeres, Géneros y Diversidades.